# 米韓自由貿易協定
米韓自由貿易協定（べいかんじゆうぼうえききょうてい、 英: U.S.-Korea Free Trade Agreement, KORUS FTA）は、アメリカ合衆国と大韓民国間の自由貿易協定。略称は米韓FTA。

## 概要
交渉は2006年2月2日に開始され、2007年4月1日に締結し、2007年6月30日に調印された。さらに追加交渉が2010年12月初旬に署名された。
米国における協定の実施のための国内法として米韓国自由貿易協定実施法（英語:United States – Korea Free Trade Agreement Implementation Act）が、2011年10月3日に提出され、2011年10月12日に下院を賛成278・反対151で、同日に上院を賛成83・反対15で通過し、10月21日に大統領の署名により成立した。その102条で国内法優先を規定した。公認システム監査人の田淵隆明はSAPジャパンホームページ上のコラムの中で、同法により米国国内法上は、米国の連邦法>米国の州法>当該FTA>韓国の法律、となると指摘する。
一方、韓国国会における批准同意案は、2011年6月3日に韓国国会に提出され、野党が激しく反対し、2011年10月28日には、米韓FTAに反対するデモ隊が国会に乱入し、67人が逮捕された。11月22日、批准同意案は議長職権で本会議に上程され、米韓FTA批准同意案が可決された。
協定は、2012年3月15日に発効。米韓FTAの発効により5年以内に95％の品目への関税を撤廃される。保険部門における郵政改革も規定・実現された。限度額/商品の変更は省令改正によっていたものが大韓民国金融委員会の監督を受けるようになり、新たな金融商品の販売は禁止となった。
協定には、投資家対国家の紛争解決（ISDS条項、Investor State Dispute Settlement）といわれる条項がおかれている。これは締約国政府と外国企業や外国投資家との間に紛争が生じた場合には、その締約国の裁判手続きではなく投資紛争解決国際センターに提訴できるとする規定である。また、米韓FTAにおいては繊維品目のセーフガードに加え、外国為替危機などの経済危機に瀕した場合には、韓国は外貨の輸出入に対し一時的にセーフガードを発動できることとされた。セーフガードとは、特定の品目輸入が急増することによって国内産業が打撃を受けることを予防するため、関税賦課や輸入数量制限といった形で行われる措置である。
さらに、協定には「ラチェット規定」と呼ばれる条項が盛り込まれている。これは締約国が一旦市場を開放すると、何らかの事情により後に規制した方が望ましいと思っても一旦開放した市場の規制を強化することが許されないとする規定である。これらを韓国国内では「毒素条項」と呼んで警戒している。

## 環太平洋戦略的経済連携協定との類似性
環太平洋戦略的経済連携協定の交渉分野ごとに、該当分野に相当する、米韓自由貿易協定の章が次のようにまとめられている。右上テンプレート内の条文リンク、英語正文を参照のこと。
- 物品市場アクセス - 第2章:内国民待遇及び物品市場アクセス 第3章:農業 第4章:繊維 第5章:医薬品
- 原産地規則 - 第6章:原産地規則・原産手続き
- 貿易円滑化 - 第7章:税関行政及び貿易円滑化
- 衛生植物検疫(SPS) - 第8章:衛生植物検疫措置
- 貿易の技術的障害(TBT) - 第9章:貿易の技術的障害 貿易の技術的障害に関する協定を参照のこと
- 貿易救済（セーフガードなど） - 第10章:貿易救済
- 政府調達 - 第17章:政府調達 政府調達に関する協定を参照のこと
- 知的財産権 - 第18章:知的財産権
- 競争政策 - 第16章:競争
- 越境サービス - 第12章:越境サービス貿易
- 商用関係者の移動 - その他「2011年2月10日付合意議事録」
- 金融サービス - 第13章:金融サービス
- 電気通信サービス - 第14章:電気通信
- 電子商取引 - 第15章:電子商取引
- 投資 - 第11章:投資
- 環境 - 第20章:環境
- 労働 - 第19章:労働
- 制度的事項 - 第22章:総則規定・紛争解決
- 紛争解決 - 第22章:総則規定・紛争解決

なお、交渉内容等の守秘義務が課されていた点も類似する（米韓FTAは締結後3年間、環太平洋戦略的経済連携協定は発効後または交渉最後の会合後4年間）。

## 毒素条項
「毒素条項」という主張は出所が不明だが、韓国外交通商部「わかりやすく書いた、いわゆる米韓FTA毒素条項主張に対する反論」(2011年1月)からは、内容が以下のようにまとめられる。
- サービス市場のネガティブリスト - 開放しない分野だけを指定する条項で、開放範囲が意図せず大きくなる。
- ラチェット条項 - 「ラチェット規定」の節に述べたとおり。
- 未来最恵国待遇条項 - 将来、他の国とアメリカより高い水準の市場開放を約束する場合、自動的に米韓FTAに遡及適用される。
- ISDS手続き - 韓国に投資したアメリカ資本や企業は、韓国で裁判を受ける必要がなくなる。
- 間接収容による損害補償 - アメリカ資本の不法行為で米韓FTAが国内法に優越（履行法102条が反論材料）。政府の政策や規定により発生した、間接的損害も補償（たとえば韓国は土地利用が公共の福祉による制限を強く受ける法体制だが[23]、その秩序が米韓FTAで覆る）。
- 非違反提訴 - FTA協定文に違反しないときでも、政府の税金、補助金、不公正取引是正措置などの政策により、「期待する利益」を得られなかったことを根拠として、投資家が相手国を国際仲裁機関に提訴できる。
- 政府の立証責任 - 科学的立証責任。
- サービス非設立権 - 相手国に事業所を設立せずに営業できる。
- 公企業完全民営化および外国人所有持分撤廃 - 国営企業民営化入札にアメリカ企業や資本が参加できる。
- 知的財産権直接規制条項 - 韓国政府を介さず規制するため、薬などの生活必需品が暴騰する。
- 金融および資本市場の完全開放 - 外国投機資本が国内銀行の株式を100％所有できる。
- 再協議不可条項 - 上記11種類の条項はいかなる場合でも再協議ができない。

### 「毒素条項」に対する韓国政府の反論
韓国外交通商部「わかりやすく書いた、いわゆる米韓FTA毒素条項主張に対する反論」(2011年1月)からは、韓国政府による反論が以下のようにまとめられる。
- サービス市場のネガティブリスト - 開放範囲は留保表で制限される。
- ラチェット条項 - 適用は留保表で限定される。
- 未来最恵国待遇条項 - 適用は留保表で制限される。
- ISDS手続き - 国際仲裁機関に訴えれば公平である。
- 間接収容による損害補償 - 「相当程度の剥奪」がなければ間接収容にならない。また、「正当な」公共福祉のための措置は間接収容にならない（司法機関へカギ内の判断を委任）。
- 非違反提訴 - 原告に厳しい立証責任が課される（制度が利用されにくい）。
- 政府の立証責任 - 原告に立証責任がある（どちらも原告になりうるから公平）。
- サービス非設立権 - 留保表で制限される。
- 公企業完全民営化および外国人所有持分撤廃 - 米韓FTAで直ちに外国人持分上限の変わることはない。
- 知的財産権直接規制条項 - 条文がない。
- 金融および資本市場の完全開放 - もともと開放的。政策で調整可能。
- 再協議不可条項 - 条文がない。

上の反論に書かれた「留保表」は、附属書Ⅰ(Annex I: Non-Conforming Measures for Services and Investment)と附属書Ⅱ(Annex II: Non-Conforming Measures for Services and Investment)である。
- 附属書Ⅰ - 列挙されたサービス・投資にかかる措置は、自由化に逆行する方向で変更できない（現在留保）。
- 附属書Ⅱ - 列挙されたサービス・投資にかかる措置は、自由化に逆行する方向で変更できる（将来留保）。

留保表には附属書Ⅲ(Annex III: Non-Conforming Measures for Financial Services)もある。

### ISDS条項に基づく賠償請求の事例
- 2018年4月13日、アメリカの投資企業エリオット・ マネジメント社は、韓国法務部にISDS（投資家対国家の紛争解決）条項に基づく仲裁意向書を提出、90日間の仲裁期間が満了した同年7月12日、改めてISDS仲裁申請書を提出した。これは2015年、サムスン物産の株主であったエリオット・マネジメントが反対したにもかかわらず、当時の朴槿恵政権が第一毛織との合併を進めたことによりサムスン物産の株価が下落。合併を成立させた韓国側に協定違反があったとして、株価下落の損害補償7億7千万ドルを韓国政府に求めたものである[27]。

## トランプ政権下の見直し
2017年、ドナルド・トランプが第45代アメリカ合衆国大統領に就任すると、メキシコとならび韓国との間の貿易不均衡状態を指摘。各国との自由貿易協定の見直し、停止に言及しだした。米韓自由貿易協定の見直しは、同年6月30日に行われた米韓首脳会議にも議題として取り上げられ、会議後、協定の再交渉が行われることが明らかになった。
2018年3月27日にアメリカのトランプ政権は米韓FTAの見直しの中で通貨安誘導を禁じる為替条項の初導入で合意したと発表した。ただし、韓国政府は為替条項は米韓FTAの付帯協定ではないとしている。
2018年9月24日に、米韓両国は、米韓FTAを改正する議定書に署名し、改正議定書は、2019年1月に発効した。